# 1021 (numero)
Milleventuno (1021) è il numero naturale dopo il 1020 e prima del 1022.

## Proprietà matematiche
- È un numero dispari.
- È un numero primo.
- È un numero difettivo.
- È un numero nontotiente in quanto dispari e diverso da 1.
- È un numero fortunato.
- È un numero odioso.
- È un numero congruente.
- È un numero intero privo di quadrati.
- È un numero colombiano nel sistema numerico decimale.
- È parte delle terne pitagoriche (660, 779, 1021), (1021, 521220, 521221).

## Astronomia
- 1021 Flammario è un asteroide della fascia principale del sistema solare.
- NGC 1021 è una galassia nella costellazione della Balena.

## Astronautica
- Cosmos 1021 è un satellite artificiale russo.